# Tuberculatus nervatus
Tuberculatus nervatus är en insektsart. Tuberculatus nervatus ingår i släktet Tuberculatus och familjen långrörsbladlöss. Inga underarter finns listade i Catalogue of Life.